# تشو يو مين
تشو يو مين (مواليد 17 نوفمبر 1996) هو لاعب كرة قدم كوري جنوبي يلعب في مركز خط الوسط المدافع في نادي الشارقة الإماراتي.

## وصلات خارجية
- تشو يو مين على موقع دوري كوريا الجنوبية (الإنجليزية)
- تشو يو مين على موقع إي إس بي إن إف سي (الإنجليزية)
- تشو يو مين على موقع قاعدة بيانات كرة القدم.إي يو (الإنجليزية)
- تشو يو مين على موقع ناشيونال فوتبول تيمز (الإنجليزية)
- تشو يو مين على موقع Soccerway.com (الإنجليزية)
- تشو يو مين على موقع عالم كرة القدم.نت (الإنجليزية)